# كازويا إيكيدا
كازويا إيكيدا (باليابانية: 池田 一也) (مواليد 23 يونيو 1978)، هو لاعب كرة قدم سابق كان يلعب كلاعب وسط.